# Juelsminde Kommune
| Strukturdaten       | Strukturdaten     |
| ------------------- | ----------------- |
| Sitz der Verwaltung | Juelsminde        |
| Fläche              | 239,66 km²        |
| Einwohner           | 16.412 (2012)     |
| Kommune seit 2007   | Hedensted Kommune |

Juelsminde Kommune war bis Dezember 2006 eine dänische Kommune im damaligen Vejle Amt im Osten von Jütland. Seit Januar 2007 ist sie zusammen mit der “alten” Hedensted Kommune und der Tørring-Uldum Kommune (ohne das Kirchspiel Grejs) Teil der neuen Hedensted Kommune.
Juelsminde Kommune entstand im Zuge der dänischen Verwaltungsreform von 1970 und umfasste folgende Sogn:
- As Sogn
- Barrit Sogn
- Bjerre Sogn
- Glud Sogn
- Hjarnø Sogn
- Hornum Sogn
- Juelsminde Sogn
- Klakring Sogn
- Nebsager Sogn
- Rårup Sogn
- Skjold Sogn
- Stenderup Sogn
- Stouby Sogn
- Vrigsted Sogn
- Hamsyld Birk met. Sogn